# Metamorfomág
Metamorfomág je v sérii knih J. K. Rowlingové osoba, která je schopná kdykoliv přetransformovat část svého těla (např. nos), nebo změnit barvu vlasů. Jediná část těla, jejíž barvu nebo velikost nelze změnit, jsou oči. Je to vlastnost, se kterou se kouzelník musí narodit a kterou se nelze naučit. Metamorfomágové jsou velmi vzácní. Jediným známým v prvních šesti dílech Harryho Pottera je Nymfadora Tonksová. V sedmé části její syn Ted zdědil tuto schopnost (už v den narození měnil barvu vlasů).  